# The Chronicles of Riddick: Assault on Dark Athena
The Chronicles of Riddick: Assault on Dark Athena (укр. Хроніки Ріддіка: Атака на "Темну Афіну") — відеогра, науково-фантастичний шутер від першої особи з елементами стелсу. The Chronicles of Riddick: Assault on Dark Athena (далі — Dark Athena) є одночасно самостійним аддоном (доповненням) до гри The Chronicles of Riddick: Escape from Butcher Bay 2004 року випуску і її ремейком. Гра «Dark Athena» була розроблена двома компаніями — Starbreeze Studios і Tigon Studios, які також розробили оригінал. Гра була видана американською компанією Atari 7 квітня 2009 року на території США і 24 квітня 2009 року в усьому іншому світі. Dark Athena вийшла на персональних комп'ютерах і ігрових консолях сьомого покоління Sony PlayStation 3 і Microsoft Xbox 360. Протагоністом у грі «Dark Athena», як і в оригіналі, є Річард Б. Ріддік.

## Опис
Він Дізель, актор, який дав комп'ютерному персонажу зовнішність і голос, озвучив Ріддіка в Dark Athena. У озвучці Дачера (англ. Dacher) взяв участь Ленс Хенріксен, а капітана корабля «Темна Афіна» Гейл Рівас озвучила актриса Мішель Форбс.

## Мультіплеєр
У Dark Athena присутня багатокористувацька (мультіплеєрна) гра, представлена шістьма режимами:
1. Стандартний deathmatch.
2. Стандартний team deathmatch (командний дезматч).
3. Arena. Невелика варіація team deathmatch — сутичка один на один або двоє на двоє при повному доступі до будь-якої зброї.
4. Стандартний Capture the Flag.
5. Butcher Bay Riot. Частковий аналог team deathmatch, розрахований на 12 гравців. Присутні три команди по чотири гравці в кожній: охоронці, ув'язненні і найманці. Для виграшу команди потрібна знищувати членів ворогуючих команд і захоплювати ворожі бази.
6. Pitch Black. Цей режим розрахований на шість гравців, які опиняються на величезній арені в повній темряві. П'ятеро гравців виступають в ролі охоронців, озброєних вогнепальною зброєю і ліхтариками. Шостий гравець виступає в ролі Ріддіка і отримує здатність бачити в темряві і рухатися з великою швидкістю. Той, хто вб'є Ріддіка, займає його роль в наступному раунді.

Всього розробники обіцяють близько 20 карт для мультіплеєра.
У середині березня 2009 року в інтерв'ю G4 Він Дізель заявив, що саме завдяки йому в грі Dark Athena присутній мультіплеєр. Він заявив, що спочатку не планувалося створення мультіплеєрної компоненти для Dark Athena, проте він наполіг на її включенні.

## Сюжет
Перша половина гри є рімейком Escape from Butcher Bay. Друга половина починається з закінчення першої. Ріддік потрапляє на космічний корабель найманців під назвою «Dark Athena». Період проходження другої нової частини кампанії займає приблизно 10—11 годин.

## Розробка та підтримка гри
Згідно з Яном Стівенсоном (англ. Ian Stevens), главою компанії Tigon Studios, рішення робити рімейк викликано тим, що Microsoft не змогла забезпечити «The Chronicles of Riddick: Escape from Butcher Bay» на Xbox 360. Також Стівенсон заявив, що вони хотіли донести сюжет The Chronicles of Riddick: Escape from Butcher Bay до більшого числа людей перед тим, як рухатися далі.

### Етап розробки
17 листопада 2004 року Він Дізель, засновник Tigon Studios, в інтерв'ю популярному вебсайту comingsoon.net заявив, що, оскільки Escape from Butcher Bay має досить хороші продажі, в розробці знаходиться її продовження. Ніяких подробиць і назви сіквела розкрито не було.
Спочатку передбачалося, що The Chronicles of Riddick: Assault on Dark Athena буде тільки рімейком Escape from Butcher Bay, випущеним тільки на приставках Xbox 360 і PlayStation 3. Вихід гри планувався на 2007 рік.
29 липня 2008 року видавець комп'ютерних ігор Activision Blizzard заявив, що розробка гри Dark Athena поряд з вісьмома іншими іграми, що розробляються, зупинена на невизначений час. Це поставило під питання вихід гри. Однак Starbreeze Studios продовжувала роботу над грою і надавала нові ігрові матеріали.
Однак 24 вересня 2008 року Starbreeze Studios підтвердила, що розробка Dark Athena знаходиться на завершальному етапі і що вони зараз зайняті пошуком видавця.
30 жовтня 2008 року американська компанія Atari викупила в Vivendi Games права на видавництво Dark Athena і заявила, що вона видасть цю гру навесні 2009 року.
3 грудня 2008 року відбувся вихід трейлера до Dark Athena.
22 січня 2009 року співробітникам ігрового телеканалу G4 розробники з Starbreeze надали можливість подивитися ігровий процес майже готової гри і записати 4 хвилини ігрового відео.
22 лютого 2009 року вийшов новий сюжетний тізер-трейлер по Dark Athena, в якому розкриваються деякі сюжетні і геймплейні особливості гри.
23 лютого 2009 року Atari переглянула дату випуску гри, перенісши її з 7 квітня на 24 квітня 2009 року. Тим не менш, для Америки Atari залишила стару дату випуску гри — 7 квітня 2009 року. Причини такого інтервалу часу між датами не пояснювалися.
20 березня 2009 року згідно з повідомленням прес-служби Atari гра Dark Athena вирушила на тиражування («на золото»).

### Демоверсія
На початку лютого 2009 року на виставці «Comic Con» розробники з Starbreeze повідомили уточнену дату виходу гри — 7 квітня 2009 року, а також повідомили, що демоверсія гри знаходиться на фінальній стадії збірки і вийде на початку березня.
Для Xbox Live демоверсія була випущена 4 березня 2009 року, а для PlayStation Network — 12 березня 2009 року. У демоверсії представлений перший рівень гри «Athena Main Decks» (укр. Головні доки Афіна).

### Захист, зломи й продажі гри
Установка гри можлива на необмеженій кількості комп'ютерів, однак для захисту від незаконного копіювання в грі застосована новітня система активації копії гри через інтернет (з одним серійним ключем можна запустити гру не більше ніж на трьох різних комп'ютерах). 
На 27 квітня 2009 року гра «Dark Athena» посіла друге місце у мультиплатформовому чарті найпродаваніших ігор на території Великої Британії, поступившись лише грі «Wii Fit».
За даними американського аналітичного агентства NPD Group, за квітень 2009 року кількість проданих копій гри на території США перевищила 100 000 примірників.
Російська компанія «Акелла», яка займається локалізацією і дистрибуцією гри на території СНД, після випуску гри провела по ній серію конкурсів та акцій.
У Росії рімейк і сиквел продаються як разом, так і окремо один від одного.

### Завантажувані доповнення
22 травня 2009 року Starbreeze випустила два завантажувані додатки (англ. DLC) для Xbox 360-версії гри. Перше доповнення, «Commentary Mode», додає в сюжетну кампанію Escape from Butcher Bay коментарі розробників і поширюється безкоштовно. Друге доповнення, «Premium MP Pack», коштує $ 10 і містить 5 мультіплеєрних карт для різних режимів. Про появу даних DLC на ПК і PlayStation 3 невідомо.

### Реліз
На момент релізу версія для ПК використовувала систему захисту від копіювання Tagès. Після активації гри втретє Tagès запускав 30-денний таймер. Через 30 днів він уможливлював ще одну активацію, загалом до 3 активацій. Версія, доступна на GOG.com, не мала цього захисту від копіювання. Версію гри для GOG було видалено у березні 2017 року.

## Відгуки преси
| Агрегатор    | Оцінка |
| ------------ | ------ |
| GameRankings | 81%    |
| Metacritic   | 80%    |

| Видання      | Оцінка   |
| ------------ | -------- |
| Pocket Gamer | 8,1 / 10 |

Російськомовний ігровий сайт Absolute Games оцінив гру в 70 %. Оглядачі досить негативно відгукнулися про одиночну кампанію, критикуючи саме продовження сюжету «Assault on Dark Athena», а не оригінал «Escape from Butcher Bay». Серед недоліків були виділені лінійні рівні та їх поганий дизайн, поганий ігровий баланс, «чітерський» і незбалансований ігровий ШІ, нецікавий і нудний геймплей. Вердикт оглядачів:
Підсумковий бал — середнє арифметичне. Складаємо Escape from Butcher Bay (85 %) і Assault on Dark Athena з цікавими, але мертвими мережевими режимами (55 %), ділимо навпіл…
Оглядачі ігрового сайту GameTech, який є дочірнім проєктом iXBT.com, досить позитивно відгукнулися про гру. Особливо оглядачі наголосили на «приголомшливій» акторській грі, яскраві особистості і «безжалісні й криваві» бійки («…бузувірське шоу — легендарні маніяки аплодують стоячи»). Також позитивно було відзначено вдалу суміш жанрів у грі, серед яких: шутер від першої особи, файтінг як з кулачними боями, так і з застосуванням холодної зброї, стелс-екшен, елементи рольової гри. Сюжетний додаток Assault on Dark Athena був оцінений гірше, ніж сюжет оригіналу. Негативно були відзначені нудний, виснажливий і примітивний геймплей доповнення, відсутність серйозних нововведень у порівнянні з оригіналом, слабкий ігровий ІШІ.
…із Assault on Dark Athena вийшов дурнуватий, затягнутий шутер, із застарілою за сучасними мірками графікою. […] Загалом, вийшла зляпати «з того, що було» добавка до хіта, що вже відбувся.
Авторитетний портал 3DNews, присвячений ІТ-технологіям, в рецензії на гру виставив їй оцінку 8 балів з 10. Оглядачі позитивно відзначили у грі велику увагу до деталей, харизматичних персонажів, жорстокі і видовищні бійки, додаткові можливості у вигляді нелінійного проходження і квестів. Серед недоліків оглядачі виділили геймплей оригіналу 2004 року, що майже не змінився:
П'ять років тому проект The Chronicles of Riddick виглядав просто чудово". Вердикт виявився позитивним: "І нехай рімейк вже не справляє такого враження, як оригінал, гра все ще проходиться на одному подиху.
Оглядачі офіційного сайту журналу Ігроманія у своєму відгуку досить позитивно оцінили гру. Дуже позитивно були відзначені цікавий сюжет, захоплюючий і гармонійний геймплей, стелс-екшен і можливість проходити гру власним стилем. Негативно була відзначена кампанія доповнення Assault on Dark Athena — до недоліків були зараховані відсутність додаткових квестів і другорядних NPC, більш лінійне і «однобоке» проходження, слабка кінцівка. Вердикт виявився позитивним:
Але незважаючи на деякі краплі дьогтю, Assault on Dark Athena тримається просто відмінно. Це шикарне перевидання з повноцінною новою кампанією, поліпшеним рушієм і деякими цікавими оновленнями в геймплєї.
Оглядачі популярного ігрового сайту і сервера PlayGround.ru у своїй рецензії оцінили гру в 8,1 бала з 10. Оглядачі позитивно оцінили систему ближнього бою, «кривавість» ігри, сильну стелс-складову, хороший геймплей. Негативно були відзначені відсутність серйозних нововведень в порівнянні з першою частиною і невдала, тужлива і нецікава друга половина гри. Графіка була оцінена у 8 балів, геймплей — у 7,5, а в категоріях «інтерфейс і управління» і «звук і музика» гра отримала по 8,5 бала. Підсумковий вердикт:
Недостатньо повноцінне і продумане, щоб затьмарити або хоч стати пліч-о-пліч з оригіналом. Але досить своєрідне, харизматичне, захоплююче, щоб до нього наблизитися і додати впевненості в продовженні Хронік.

## Продовження
Ще до виходу Dark Athena стали відомі відомості про її повноцінне продовження. Вважалося, що Dark Athena буде рімейк і сіквелом Escape from Butcher Bay, проте розробники не вважають гру Dark Athena повноцінним сіквелом.
Ми сприймаємо Assault on Dark Athena як епізодичне доповнення для Escape From Butcher Bay. Повноцінний сіквел гри, про який ми вже думаємо, вийде через кілька років.
— заявив Ян Стівенс 18 грудня 2008 року.